# Ratkovci (Moravske Toplice, Slovenija)
Ratkovci (mađarski: Rátkalak) je naselje u slovenskoj Općini Moravskim Toplicama. Ratkovci se nalazi u pokrajini Prekomurju i statističkoj regiji Pomurju. U Ratkovcima je bio rođen pisac Peter Kolar.

## Stanovništvo
Prema popisu stanovništva iz 2002. godine naselje je imalo 56 stanovnika.